# Lois Haggen
Pour les articles homonymes, voir Haggen.
Lois Mabel Haggen (née Hill) (16 septembre 1899-28 février 1994) est une femme politique canadienne de la Colombie-Britannique. Elle est députée provinciale social-démocrate et néo-démocrate de la circonscription britanno-colombienne de Grand Forks-Greenwood de 1956 à 1966. Elle succède à son mari, Rupert Haggen, qui ne s'était pas représenté pour raisons de santé.

## Biographie
Née à Mobile en Alabama, Hill arrive au Canada et travaille comme secrétaire.
Après son passage à l'Assemblée législative de la Colombie-Britannique, elle représente le Canada au comité des Droits de l'Homme aux Nations unies.
Haggen meurt à Grand Forks en février 1994 à l'âge de 94 ans.